# Икольчи
Икольчи — башенный комплекс расположен в Итум-Калинский районе, Чеченской Республики, ущелье Малхиста, в долине реки Мешехи. Икольчинский историко-архитектурный комплекс датируется XIV—XVII веками.

## Описание
Икольчийский замок, состоящий из боевой башни с пирамидально-ступенчатой кровлей и жилой башни, жилые башни, наземные каменные склепы расположен на территории покинутого селения Икольчи.
Икольчийская боевая башня хорошо сохранилась, четырёхэтажная, со сводчатым перекрытием первого этажа, с небольшим погребом под первым этажом. Для кладки использовался известковый раствор. Высота башни 14 метров. На 3-х стенах сделаны наклонные бойницы. Башня имела боевые балкончики-машикули. Перекрытия 1-го этажа выполнены «ложным» сводом с гуртами. Проёмы сделаны арочными сводами. Размеры строения в плане 4,5 х 4,5 метра. Толщина стен кладки — 82 сантиметра. Жилые башни не сохранились.
Замковый комплекс с боевой башней № 2 выстроены на правом берегу реки Меши-хи, на уступе склона горной гряды. Башня пятиярусная с маленьким погребом-складом. Материал стен камень (песчаные, мергелевые известняки) растёсанный с лицевой стороны. Кладка сделана на известняковом растворе. Вход в башню с первого этажа с юго-западной стороны с дверью проёмом во внутренний дворик, с жилыми башнями.
На уровне пола 5-го этажа, со всех четырёх сторон располагаются боевые балкончики-машикули. Перекрытия 1-го этажа выполнено т. н. «Ложным» сводом с гуртами. Проёмы с арочным окончанием. Размеры башни в плане у фундамента 4,90 x 4,90 метра. Толщина стен — 1 метр. Замок и сама башня представляют исторический интерес, как памятник зодчества вайнахов в эпоху средневековья.
Подлинное перекрытие так называемый " ложный " свод с гуртами.